# 레두타 재즈 클럽
레두타 재즈 클럽(Reduta Jazz Club)은 체코 프라하에 있는 음악 공연장이자 술집이다. 프라하 중심인 나로드니에 위치하고 있으며, 프라하에서 제일 오래된 재즈 클럽이다. 이 클럽은 특히 1994년 미국 대통령 빌 클린턴의 즉흥 색소폰 공연을 주최한 것으로 유명하다.

## 역사
이 클럽은 1957년 베이시스트 얀 아르네트가 설립하였으며, 즐거움과 음악의 중심지를 의미하는 레두타에서 이름을 따왔다. 클럽의 초창기는 "소극장" 형성에 중요한 역할을 한 기관인 아코드 클럽의 활동과 관련이 있었으며, 이 시대에 체코의 연극과 음악 발전에 영향을 미쳤다. 1960년대 초 클럽은 소극장 앙상블을 지원했다. 이 클럽은 또한 1950년대 초부터 재즈를 홍보하려고 시도했는데, 당시 이 장르는 집권 공산주의 정권에 의해 비난을 받았다. 유명한 재즈 앙상블 스튜디오 5의 초연 콘서트는 1958년 6월 2일 여기서 열렸다. 라인업에는 카렐 벨레브니와 루데크 훌란과 같은 체코 재즈의 중요한 대표자들이 포함되었다.
1980년대 말, 레두타 재즈 클럽은 벨벳 혁명의 중심지 중 하나가 되었다. 공산주의 정권이 종식된 후에도 그 매력을 유지했다. 미국 대통령 빌 클린턴은 1994년 대통령 임기 중 레두타에서 체코 대통령 바츨라프 하벨이 선물한 색소폰을 전통 잼 세션에서 연주했다.